# Max Abraham
Max Abraham (Gdansk, 26 de marzo de 1875-Múnich, 16 de noviembre de 1922) fue un físico y matemático alemán.

## Biografía
Max era hijo de una rica familia de comerciantes judíos. Estudió en la universidad de Berlín bajo la dirección de Max Planck. Tras obtener el doctorado en 1897, fue ayudante de Max Planck durante tres años. En 1900 obtuvo una plaza docente en la universidad de Gotinga, aunque sin remuneración.
En 1909 fue designado profesor en la universidad de Illinois, pero disgustado por el bajo nivel académico, retornó a Gotinga. El año siguiente fue nombrado profesor en la universidad de Milán por invitación de Tullio Levi-Civita, pero al estallar la Primera Guerra Mundial (1914) retornó a Alemania. Aquí trabajó para la Telefunken antes de hacerse profesor en la Technische Hochschule de Stuttgart. En 1922, tras ser nombrado profesor de la Universidad de Aquisgrán, sufrió un tumor cerebral y murió al poco tiempo.

## Trayectoria
Abraham se esforzó en sustituir las leyes de la electrodinámica por las de la mecánica Newtoniana. Es muy conocida su polémica (1909) con Hermann Minkowski sobre el comportamiento de la luz al entrar en un medio óptico. También utilizó el formalismo de Minkowski para establecer una teoría relativista de la gravitación, aunque siempre fue un detractor de la teoría de la relatividad.
Abraham es mejor recordado por su libro de texto de dos volúmenes, Theorie der Elektrizität , que pasó por cinco ediciones durante su vida. Una de las características más notables del texto fue que, en cada nueva edición, Abraham consideró oportuno incluir no solo el último trabajo experimental, sino también las últimas contribuciones teóricas, incluso si estas contribuciones estaban en disputa. Asimismo no dudó, después de explicar ambos lados de una pregunta, en usar el libro para argumentar su propio punto de vista. Esto fue especialmente cierto con respecto a las teorías del electrón y a las visiones rivales del espacio y el tiempo.
Su teoría del electrón fue desarrollada en 1902, y su caso fue fuertemente argumentado en su texto, pero en 1904 Lorentz y Einstein presentaron una teoría diferente. El estudio de Abraham de la estructura y naturaleza del electrón lo llevó a la idea de la naturaleza electromagnética de su masa y, en consecuencia, a la dependencia de la velocidad de las ondas electromagnéticas en un campo gravitatorio. En 1912 , Abraham, que a pesar de sus objeciones era uno de los que mejor entendía la teoría de la relatividad, estaba preparado para aceptar que la teoría era lógicamente sólida. Sin embargo, todavía no aceptaba que la teoría describiera con precisión el mundo físico.

## Publicaciones
- Abraham, M. (1902). «Dynamik des Electrons». Göttinger Nachrichten: 20-41.

- Abraham, M. (1902). «Prinzipien der Dynamik des Elektrons». Physikalische Zeitschrift 4 (1b): 57-62.

- Abraham, M. (1903). «Prinzipien der Dynamik des Elektrons». Annalen der Physik 10: 105-179.

- Abraham, M. (1904). «Die Grundhypothesen der Elektronentheorie». Physikalische Zeitschrift 5: 576-579.

- Abraham, M. (1904). «Zur Theorie der Strahlung und des Strahlungsdruckes». Annalen der Physik 14: 236-287. Archivado desde el original el 11 de junio de 2007. Consultado el 25 de noviembre de 2019.

- Abraham, M. & Föppl. A. (1904). Theorie der Elektrizität: Einführung in die Maxwellsche Theorie der Elektrizität. Leipzig: Teubner.

- Abraham, M. (1905). Theorie der Elektrizität: Elektromagnetische Theorie der Strahlung. Leipzig: Teubner.

- Abraham, M. (1912). «Relativitaet und Gravitation. Erwiderung auf eine Bemerkung des Herrn A. Einstein». Annalen der Physik 38: 1056-1058.

- Abraham, M. (1912). «Nochmals Relativitaet und Gravitation. Bemerkungen zu A. Einsteins Erwiderung». Annalen der Physik 39: 444-448.

- Abraham, M. (1914). «Die neue Mechanik». Scientia 15: 8-27. Archivado desde el original el 14 de julio de 2007. Consultado el 25 de noviembre de 2019.